# Toubkal
Toubkal (arapski:توبقال‎) je najviši planinski vrh u Sjevernoj Africi, najviši vrh gorja Atlas te najviši vrh u Maroku. 
Visok je 4165 metara i nalazi se u Nacionalnom parku Toubkal, 60 km južno od Marakeša. Relativno je lako pristupiti mu i pruža spektakularan pogled na Maroko, a za lijepa vremena i na Saharu.
Prvi Europljani koji su se popeli na Toubkal bili su Marquis de Segonzac, Vincent Berger i Hubert Dolbeau 12. lipnja 1923., ali možda je bilo uspona na Toubkal i prije toga.
Planinari obično pristupaju planini s ceste na kraju sela Imlil. Kvalificirani vodiči zaposleni su prenoseći opremu i zalihe hrane u planini.